# Ferdinand Louis Perron
Pour les articles homonymes, voir Perron.
Ferdinand Louis Perron, né à Besançon le 16 octobre 1823 et mort à Paris 14e le 13 novembre 1870, est un peintre français.

## Biographie
Originaire du Doubs, fils d'un mécanicien reconnu, Perron, devenu orphelin, est pris en charge par la ville de Besançon et intègre en 1837 l'école municipale de dessin. Il étudie l'art de peindre auprès de Charles-Antoine Flajoulot, et croise Édouard Baille et Gustave Courbet, qui y prennent également des cours. Il monte à Paris en 1842 et Jean Gigoux l'accueille dans son atelier. De cette époque, Courbet et François Bonvin ne furent pas sans remarquer le talent du jeune Perron.
Avant 1844, encore assistant de Gigoux, il reçoit plusieurs commandes de l'État français destinées aux églises, dont une Montée au calvaire pour l'église paroissiale Saint-Martin de Sauviat-sur-Vige. En 1850, sa toile Saint-Bruno dans le désert est également achetée par l'État pour la paroisse de Souvigny en 1852, où elle est en cours de restauration.

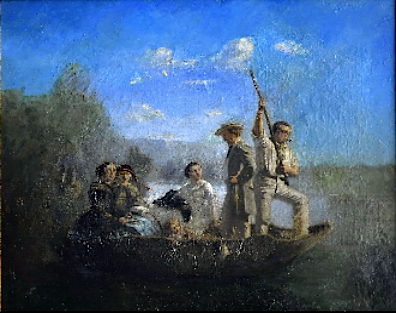
Famille Gannard sur la Loue dans une pirogue indienne, huile sur toile, avant 1857, non localisée.

À Quingey, il se lie d'amitié avec la famille de l'aventurier comtois Ferréol Gannard (1795-1856) qui lui commande de nombreuses toiles,.
Au Salon de Paris de 1865, il présente une toile, Une laveuse sous le nom de « Ferdinand Perron » ; son adresse parisienne indiquée est la rue de l'Est, mais son atelier se trouvait en réalité à Boulogne aux portes de la capitale.
Il parvient plus ou moins à gagner sa vie en vendant de nombreux portraits peints aux visiteurs étrangers de la capitale.
Il meurt le 13 novembre 1870 durant le siège de Paris réfugié chez un ami, M. Rétif, avenue d'Orléans.
Proche ami de Hector Hanoteau, il eut entre autres pour élève Jean-Adolphe Bocquin.
Fruit du legs initial de Jean Gigoux, le musée des beaux-arts et d'archéologie de Besançon possède entre autres de Perron son autoportrait.